# Hoàn Nghĩ
Hoàn Kỵ (chữ Hán: 桓齮; ? - 227 TCN) là tướng lĩnh nước Tần cuối thời kỳ Chiến Quốc.

## Binh nghiệp
Năm 237 TCN, Hoàn Nghĩ được phong làm tướng quân. Năm sau ông cùng Vương Tiễn, Dương Đoan Hòa cầm quân đánh nước Triệu, chiếm được chín thành huyện Nghiệp. Năm 234 TCN, Hoàn Nghĩ đánh ấp Bình Dương của nước Triệu, giết tướng Triệu là Hỗ Triếp và chém đầu mười vạn quân địch. Năm 233 TCN, Hoàn Nghĩ dẫn binh từ Thượng Đảng vượt qua núi Thái Hành tiến đánh Xích Lệ, Nghi An của Triệu, giao chiến với Lý Mục tại Phì Hạ nhưng bị Lý Mục dùng kế ly gián nên đại bại, 10 vạn quân Tần bị truy đuổi và tiêu diệt gần như toàn bộ.
Tung tích của Hoàn Nghĩ sau đó ra sao không rõ.

## Mối liên hệ với Phàn Ô Kỳ
Theo thuyết của Dương Khoan trong Chiến Quốc sử thì sau khi bại trận, Hoàn Nghĩ sợ bị xử tội bèn trốn sang nước Yên, đổi tên thành Phàn Ô Kỳ (樊於期, còn đọc là Phàn Vu Kỳ, Phàn Ư Kỳ), cũng có thuyết nói ông trở về Hàm Dương thì bị Tần vương cách chức, giáng làm thứ dân, ít lâu sau mất vào năm 227 TCN.
Liên quan đến việc Phàn Ô Kỳ làm phản bỏ trốn sang nước Yên, khiến Tần vương Chính nổi cơn thịnh nộ, bèn treo thưởng "ai lấy được đầu Phàn tướng quân thì sẽ được thưởng ngàn lạng vàng, ấp vạn hộ". Khi Thái tử Đan nước Yên phái Kinh Kha mưu sát Tần vương, Kinh Kha thỉnh cầu lấy thủ cấp của ông với địa đồ đất Đốc Cương làm lễ vật dâng lên Tần vương, nhân cơ hội mà hành thích. Phàn Ô Kỳ sau khi biết được, bèn tự sát mà chết.